# Halowe Mistrzostwa Polski Seniorów w Lekkoatletyce 1980
21. Halowe Mistrzostwa Polski Seniorów w Lekkoatletyce – zawody sportowe, które rozegrano 16 i 17 lutego 1980 w Zabrzu w hali Górnika.
Mistrzostwa w wielobojach rozegrano w tym samym miejscu, ale w dniach 22–24 lutego. Wyniki w tych konkurencjach podane są łącznie z innymi w tabeli poniżej.

## Rezultaty

### Mężczyźni
| Konkurencja:              | 1. miejsce                             | Rezultat  | 2. miejsce                                                  | Rezultat  | 3. miejsce                        | Rezultat  |
| Bieg na 60 m              | Marian Woronin Legia Warszawa          | 6,61      | Jerzy Brunner Burza Wrocław Zenon Licznerski Legia Warszawa | 6,80      |                                   |           |
| Bieg na 400 m             | Edward Antczak AZS Warszawa            | 48,56     | Jan Widera AZS Katowice                                     | 48,99     | Jerzy Włodarczyk Wawel Kraków     | 49,02     |
| Bieg na 800 m             | Piotr Mańkowski Olimpia Poznań         | 1:52,7    | Stanisław Rzeźniczak Lechia Tomaszów Maz.                   | 1:52,8    | Kazimierz Kowalski Orzeł Wałcz    | 1:53,2    |
| Bieg na 1500 m            | Mirosław Żerkowski ROW Rybnik          | 3:44,8    | Jerzy Mydlarz Jagiellonia Białystok                         | 3:46,4    | Kazimierz Kozyra Hutnik Kraków    | 3:47,4    |
| Bieg na 3000 m            | Czesław Mojżysz Gryf Słupsk            | 8:09,2    | Eugeniusz Frąckowiak Gwardia Olsztyn                        | 8:09,8    | Józef Bąk Chemik Kędzierzyn       | 8:10,3    |
| Bieg na 60 m przez płotki | Jan Pusty Orkan Poznań                 | 7,76      | Romuald Giegiel AZS Warszawa                                | 7,79      | Krystian Torka Piast Gliwice      | 7,84      |
| Skok wzwyż                | Jacek Wszoła AZS Warszawa              | 2,30      | Jarosław Gwóźdź Zawisza Bydgoszcz                           | 2,18      | Jacek Chyła Lechia Gdańsk         | 2,18      |
| Skok o tyczce             | Władysław Kozakiewicz Bałtyk Gdynia    | 5,50      | Mariusz Klimczyk Zawisza Bydgoszcz                          | 5,35      | Tadeusz Ślusarski Skra Warszawa   | 5,30      |
| Skok w dal                | Andrzej Klimaszewski Bałtyk Gdynia     | 7,78      | Stanisław Jaskułka AZS Warszawa                             | 7,74      | Włodzimierz Włodarczyk AZS Kraków | 7,53      |
| Trójskok                  | Zdzisław Hoffmann Lubtour Zielona Góra | 16,25     | Eugeniusz Biskupski Legia Warszawa                          | 15,96     | Zdzisław Sobora Olimpia Poznań    | 15,64     |
| Pchnięcie kulą            | Mieczysław Kropelnicki Bałtyk Gdynia   | 18,44     | Andrzej Bembnista Zawisza Bydgoszcz                         | 18,02     | Edmund Wenta Bałtyk Gdynia        | 17,85     |
| Siedmiobój                | Dariusz Ludwig Bałtyk Gdynia           | 5783 pkt. | Janusz Szczerkowski Bałtyk Gdynia                           | 5641 pkt. | Franciszek Jóźwicki AZS Warszawa  | 5466 pkt. |

### Kobiety
| Konkurencja:              | 1. miejsce                              | Rezultat  | 2. miejsce                              | Rezultat  | 3. miejsce                           | Rezultat  |
| Bieg na 60 m              | Zofia Bielczyk Polonia Warszawa         | 7,55      | Grażyna Rabsztyn Gwardia Warszawa       | 7,67      | Jolanta Stalmach Gwardia Warszawa    | 7,70      |
| Bieg na 400 m             | Małgorzata Dunecka Start Lublin         | 54,38     | Grażyna Oliszewska Lubtour Zielona Góra | 54,47     | Jolanta Januchta Gwardia Warszawa    | 54,83     |
| Bieg na 800 m             | Elżbieta Katolik Wisła Kraków           | 2:02,2    | Anna Bukis Skra Warszawa                | 2:02,4    | Zofia Zwolińska Gwardia Warszawa     | 2:07,1    |
| Bieg na 1500 m            | Bronisława Ludwichowska Gwardia Olsztyn | 4:23,8    | Wanda Panfil Lechia Tomaszów Maz.       | 4:28,2    | Krystyna Wierkowicz KS Olkusz        | 4:27,7    |
| Bieg na 60 m przez płotki | Grażyna Rabsztyn Gwardia Warszawa       | 7,84      | Zofia Bielczyk Polonia Warszawa         | 7,89      | Elżbieta Rabsztyn Gwardia Warszawa   | 8,20      |
| Skok wzwyż                | Elżbieta Krawczuk AZS Białystok         | 1,92      | Urszula Kielan Gwardia Warszawa         | 1,89      | Danuta Cały Zagłębie Lubin           | 1,80      |
| Skok w dal                | Anna Włodarczyk AZS Warszawa            | 6,51      | Barbara Baran Resovia                   | 6,23      | Elżbieta Klimaszewska AZS Warszawa   | 5,94      |
| Pchnięcie kulą            | Bożena Wojciekian AZS Wrocław           | 16,60     | Ludwika Chewińska Gwardia Warszawa      | 16,19     | Danuta Gwardecka Gwardia Warszawa    | 14,84     |
| Pięciobój                 | Małgorzata Guzowska Gwardia Warszawa    | 4103 pkt. | Beata Zdanowska Hutnik Kraków           | 3775 pkt. | Teresa Niedźwiedź AZS Biała Podlaska | 3764 pkt. |